# Diploplenodomus malvae
Diploplenodomus malvae är en svampart som beskrevs av Died. ex Died. 1912. Diploplenodomus malvae ingår i släktet Diploplenodomus, divisionen sporsäcksvampar och riket svampar.   Inga underarter finns listade i Catalogue of Life.